# Choiseul (Francia)
Choiseul è un comune francese di 95 abitanti situato nel dipartimento dell'Alta Marna nella regione del Grand Est.

## Società

### Evoluzione demografica
Abitanti censiti